# 拘束 (生物学)
発生における拘束（こうそく、英: commitment、コミットメント）とは、細胞の発生運命を限定すること。決定（けってい、determination）と指定（してい、specification）があり、拘束はその両者の総称である。決定は細胞分裂を経過しても状態が変わらず、周囲の細胞の影響を受けないのに対し、指定では周囲の細胞との相互作用によって状態が変化する。胚発生では多くの場合、指定の段階を経てから、決定が起こる。
なお、発生システム上の要因によってもたらされる表現型変異性に対する制限や制約を指す、発生的制約（はっせいてきせいやく、developmental constraints）も「拘束」または「発生拘束」とも呼ばれるが、別の語である。

## 概要
決定とは細胞または細胞集団の発生運命が不可逆的に限定されることである。言い換えると、発生運命が定まり、条件を変えても別の方向への分化が起きなくなることである。発生運命が未だ決定していない状態を「未決定である」(adj. indeterminate)、決定した状態を「決定している」(adj. determinate)と表現する。また、指定を行うことを「指定する」 (v. specify)という。
指定後の細胞は正常発生や中立的な環境では限定された発生運命に従い分化するが、適当な実験的条件下では他の発生運命をとる能力を保持しており、この状態のことを可変的決定（かへんてきけってい、reversible determination）または不安定な決定（ふあんていなけってい、labile determination）と呼ぶ。発生運命が決定すると細胞は外植（人工条件下での培養）や移植などで環境が変わっても発生運命に従って分化する。発生運命の決定は普通、大まかな決定が先に起こり、その後発生の進行に伴って細部が決定する。例えば、哺乳類の発生では、外胚葉の一部が表皮になり（大まかな決定）、その一部が爪や毛となる（細部の決定）。
昆虫の成虫原基は隔離された発生の場であり、それを構成する細胞はその成虫原基の固有の細胞として決定されている。そのため生殖器原基は外部生殖器以外の部分を作ることはないが、その原基内のどの部分を作るかは個々の細胞の位置によって指定されるだけであって決定されてはいない。

## 卵割における決定

ウニの発生。4細胞期までは全ての割球の発生運命が未決定。8細胞期以降は動物極側と植物極側に分けると動物極側は永久胞胚となり、植物極側も完全なプルテウス幼生にはならない。なお、4細胞期までにも動物極側と植物極側には顕著な偏りがある。

動物の胚発生では卵割が行われるが、それぞれ発生運命の定まった割球を生じる卵割を決定的卵割（けっていてきらんかつ、determinate cleavage）と呼ぶ。逆に、発生運命が定まらず、相互に発生能に違いのない割球を生じる卵割を非決定的卵割（ひけっていてきらんかつ、indeterminate cleavage）と呼ぶ。
ホヤなどでは極めて初期の卵割から決定的卵割が行われるのに対し、ウニなどでは、第三卵割から第六卵割にかけて各割球の発生運命が決定される。Conklin は胚発生の初期において、ホヤの卵のように予定運命の決定が早い段階で起こるものをモザイク卵 (mosaic egg)、ウニの卵のように発生運命が未決定で、各部が影響を及ぼしあいながら順次決まっていくものを調節卵（調整卵、regulative egg, regulation egg）と呼んだ。両者は対立する概念ではなく、その差異は割球の発生運命が決定する時期の差異であり、その区別は相対的なものである。調節卵におけるその時期のことをモザイク期 (mosaic stage)と呼ぶ。モザイク卵を持つ動物は有櫛動物、紐形動物、線形動物、環形動物、節足動物、軟体動物、尾索動物などで、調節卵を持つ動物は刺胞動物、紐形動物、棘皮動物、腸鰓類（半索動物）、脊椎動物などが挙げられる。ホヤや線虫では、決定的卵割を行う各割球の発生運命を決定する遺伝子が知られている。
ウニの2細胞期や4細胞期の胚は未決定であり、この時期の各割球を分けると、それぞれの割球は受精卵と同様に発生が進行し、完全なプルテウス幼生となる。それに対し、環形動物や軟体動物の4細胞期の胚は分割すると、それぞれの割球は完全な胚にならない。

## 決定転換
発生運命が決定している細胞が他の発生運命を辿るように変化することを決定転換（けっていてんかん、transdetermination）と呼ぶ。
1960年代に Ernst Hadorn により、ショウジョウバエの成虫原基を移植することで発生に変化が生じる現象から発見された。成虫原基は発生運命が決定されているが未分化のままであり、成虫の体内に移植すると未分化なまま増殖を続ける。長時間の増殖後、幼虫の体内に移植して戻すと、本来とは異なる発生運命に従って分化する。成虫原基の発生運命の変化には規則性がある。例えば、生殖器の細胞は増殖の回数が増すにつれて脚、触角を経て翅、胸へと転換する。